# Essingefjärden

Essingefjärden är en del av östra Mälaren och ligger i västra Stockholm. 
Fjärdens yttre begränsning ligger mellan Fredhäll och Traneberg i norr, Lilla Essingen i öster, Stora Essingen i söder och Alvik i väster. Essingefjärden ansluter i norr till Ulvsundasjön via Tranebergssund, väster om Stora Essingen till Oxhålet, mellan Essingeöarna till Essingedjupet och norr om Lilla Essingen till Mariebergssundet.
Fjärden begränsas även genom några av Stockholms större broar; Tranebergsbron i norr, Essingebron och Fredhällsbron i öster och Alviksbron i söder. Fjärden är upp till 21 meter djup och badplatser finns vid klippbadet Fredhällsbadet samt bryggbad på Lilla Essingen och Stora Essingen.